# Coppa di Serbia (pallanuoto maschile)
La Coppa di Serbia (in serbo Куп Србије) è la coppa nazionale serba di pallanuoto maschile; il trofeo viene assegnato annualmente dalla Vaterpolo Savez Srbije (VSS).
Il primo torneo è stato disputato nella stagione 2006-07, a seguito dell'indipendenza del Montenegro e la conseguente dissoluzione della federazione serbo-montenegrina. Le prime sei edizioni sono state vinte dal Partizan, dominatore dell'albo d'oro.

## Albo d'oro
| Stagione | Vincitore    | Risultato   | Finalista    |
| -------- | ------------ | ----------- | ------------ |
| 2006–07* | Partizan     | 1° a 32 pt. | Student      |
| 2007–08  | Partizan     | 15–6        | Stella Rossa |
| 2008–09  | Partizan     | 10–7        | Vojvodina    |
| 2009–10  | Partizan     | 8–4         | Vojvodina    |
| 2010–11  | Partizan     | 11–8        | Vojvodina    |
| 2011–12  | Partizan     | 12–7        | Stella Rossa |
| 2012–13  | Stella Rossa | 9–8         | Partizan     |
| 2013–14  | Stella Rossa | 12-11       | Radnički     |
| 2014–15  | Radnički     | 5-4         | Partizan     |
| 2015–16  | Partizan     | 11–9        | Radnički     |
| 2016–17  | Partizan     | 8–5         | Stella Rossa |
| 2017–18  | Partizan     | 6–5         | Šabac        |
| 2018–19  | Šabac        | 10–9        | Radnički     |
| 2019–20  | Radnički     | 10–8        | Šabac        |
| 2020–21  | Stella Rossa | 13–12       | Radnički     |
| 2021–22  | Radnički     | 11–9        | Novi Beograd |
| 2022-23  | Stella Rossa | 11-10       | Novi Beograd |
| 2023-24  | Novi Beograd | 18-15       | Stella Rossa |
| 2024-25  | Novi Beograd | 7-6         | Stella Rossa |

*L'edizione 2006-07 non ha previsto la disputa di una fase ad eliminazione diretta.

## Vittorie per squadra
| Pos. | Squadra      | Vittorie | Finalista |
| ---- | ------------ | -------- | --------- |
| 1    | Partizan     | 9        | 2         |
| 2    | Stella Rossa | 4        | 5         |
| 3    | Radnički     | 3        | 4         |
| 4    | Novi Beograd | 2        | 2         |
| 5    | Šabac        | 1        | 2         |
| 6    | Vojvodina    | 0        | 3         |
| 7    | Student      | 0        | 1         |